# Tone Demšar
Tone (Anton Jernej) Demšar, slovenski kipar, * 23. marec 1946, Ljubljana, † 18.2.1997, Ljubljana/Trzin?

## Življenje
Rodil se je v družini umetnikov in obrtnikov. Njegov oče je bil slikar in restavrator Anton Demšar starejši (1907-1969), stric Blaž Demšar starejši in bratranec Vilim Demšar pa sta bila goslarja. Po končani srednji šoli za oblikovanje se je odločil za študij kiparstva. Diplomiral je 1972 na ljubljanski Akademiji za likovno umetnost in oblikovanje. Pri profesorju Zdenku Kalinu je spoznaval bron in kamen. Nato je nadaljeval študij na specialki za kiparstvo pri profesorju Slavku Tihcu (novi materiali) in Dragu Tršarju (dinamika množic), ki ga je zaključil leta 1975. Najprej je delal kot svobodni umetnik. Bil je član Grupe Junij.  Poročil se je in dobil dve hčerki. Ena od njiju je kiparka in fotografinja Polona Demšar. Leta 1993 je postal docent za kiparstvo na Pedagoški fakulteti v Ljubljani. Njegovo ustvarjalno pot je nenadoma pretrgala nesrečna smrt (v prometni nesreči)?. 
Ves čas svojega plodnega življenja je veliko razstavljal in sodeloval na številnih simpozijih.

## Ustvarjalni opus
Ustvarja malo plastiko in reliefe, že od začetka v naravnih materialih, zlasti v žgani glini, pa tudi v keramiki, lesu in kamnu; figure ter drevesa in sadeže, preoblikovane in pogosto stisnjene kot prispodobo za občutje utesnenosti sestavlja v samosvoje kompozicije imenovane zloženke. Demšar je dal novo veljavo tradicionalno žgani glini in našel kiparsko metaforo za občutje utesnjenosti sodobnega človeka. Eksperimentira s svežimi tovarniško votlaki in drugimi polizdelki, ki jih s stiskanjem preoblikuje in dopolni v pretresljive kiparske gmote.
Eno od izhodišč njegovih  kiparskih del je okno: resnična oknica razpadlega doma, ob kateri se mu je obudil spomin na iluzijo resničnosti, ki se kaže skozenj; in rezultat take ideje - so reliefi vdov, slonečih na teh realnih okvirih, vse bolj plastični in nazadnje posegajoči tudi navzven v prostor. Mednje sodi tudi spominski doprsni kip Primičeve Julije, neuresničene ljubezni Franceta Prešerna, na Wolfovi 4 v Ljubljani, ki je nastal leta 1990. 
Med zadnjimi njegovim deli so monumentalna bronasta glavna vhodna vrata ljubljanske stolnice sv. Nikolaja. 

## Javna dela
- 1986 Spomenik rudarjem, Senovo
- 1987 Stenska reliefna plastika, avla Mercatorjeve poslovne stavbe, Ljubljana
- 1990 Spominska plošča Franu Saleškem-Finžgarju, Ljubljana
- 1990 Spominska reliefna plastika Primicovi Juliji, Ljubljana
- 1991 Spominska plošča Srečku Kosovelu, Ljubljana
- 1993 Spominska plošča Mahru, Prešernu in Chrobathu, Ljubljana
- 1994 Spominsko obeležje žrtvam sestreljenega zavezniškega letala, Sv. Trojica
- 1994 Spominska plošča Francu Jelovšku, Mengeš
- 1996 Bronasta glavna vhodna vrata stolnice Sv. Nikolaja, Ljubljana

## Nagrade
1970 Odkupna nagrada osnutkov ob 400-letnici kmečkih uporov
1973 Študentska Prešernova nagrada
1975 IV. nagrada na III. jugoslovanskem bienalu male plastike, Murska Sobota
1977 III. premija na IV. jugoslovanskem bienalu male plastike
1977 Odkupna nagrada na V. beograjskem trienalu, Beograd
1979 Nagrada za kiparstvo, Bienale mladih, Rijeka
1979 Nagrada Prešernovega sklada, Ljubljana
1981 Odkupna nagrada na V. bienalu male plastike, Murska sobota
1983 Plaketa, Trienale keramike, Beograd
1984 Diploma, I. trienale male keramike, Zagreb
1984 Bronasta plaketa, Bienale Alexsandria
1990 Častna diploma, Svijetski trienale male keramike, Zagreb
1990 Odkupna nagrada, Sakrale Kunst der Alpe Adria Region, Maria Gail
1991 Odkupna nagrada, Stadtmauer Galerie, Beljak, Avstrija  
1995 Posebna nagrada ARITAS 95, Šmarje pri Jelšah